# Vepris
Vepris es un género con 94 especies de plantas de la familia Rutaceae.

## Especies seleccionadas
- Vepris afzelii
- Vepris allenii
- Vepris amaniensis
- Vepris ampody
- Vepris angolensis
- Vepris aralioides
- Vepris arenicola

## Sinonimia
- Tecleopsis